# Valdir Espinosa
Valdir Atahualpa Ramires Espinosa (Porto Alegre, 17 de outubro de 1947 — Rio de Janeiro, 27 de fevereiro de 2020) foi um treinador e futebolista brasileiro que atuava como lateral-direito.

## Carreira
Entre as maiores conquistas de Valdir Espinosa estão a Taça Libertadores da América e o Mundial (Taça Intercontinental)  com a equipe do Grêmio (ambos em 1983), além do Campeonato Carioca de 1989 pelo Botafogo.
Trabalhou como auxiliar de Renato Gaúcho no Vasco da Gama, quando este assumiu o comando da equipe em 2005. Permaneceu no clube até o treinador principal ser demitido, em maio de 2007.
No mesmo ano regressou ao Vasco da Gama, que, após um bom começo no Campeonato Brasileiro, passava por um período de poucas vitórias. Agora como treinador principal, Espinosa encontrou pela frente o desafio de recuperar a equipe, afastando de vez as possibilidades de ser rebaixada e conseguir uma vaga na Copa Sul-Americana do ano seguinte. Nas seis partidas que esteve no comando da equipe, venceu três, empatou duas e perdeu uma. O desempenho foi suficiente para garantir a vaga para a Sul-Americana, terminando a competição em 10º. Após o fim do campeonato o treinador decidiu não renovar o contrato e pôs fim nas especulações de que poderia continuar para 2008.
Em 2009, Espinosa foi auxiliar técnico de Renato Gaúcho no Fluminense. No dia 12 de fevereiro de 2010, Espinosa anunciou sua aposentadoria como treinador e também no ramo do futebol mas desistiu, retornando como novo comandante do Duque de Caxias. mas devido a péssima campanha na série B, foi demitido em julho do mesmo ano
.
Fora das quatro linhas, Espinosa trabalhou como comentarista nos canais SporTV e PFC, entre 2008 e 2009. Em 2010 foi comentarista na Rádio Manchete e foi candidato a deputado estadual no Rio de Janeiro, pelo PDT. Em 2012, voltou a ser comentarista, dessa vez na Rádio Globo.
Foi coordenador técnico do Grêmio desde a volta de Renato Portaluppi como técnico da equipe em 2016 até sua demissão em 10 de agosto de 2017.
Em 12 de dezembro de 2019, foi anunciado como gerente de futebol do Botafogo do Rio.

## Morte
Valdir Espinosa faleceu em 27 de fevereiro de 2020, devido a complicações causadas por uma cirurgia no abdômen no dia 17 de fevereiro de 2020, entretanto, devido à malsucedida recuperação, foi internado novamente no dia 20, porém não resistiu. Seu último trabalho foi no Botafogo, como gerente de futebol. Posteriormente foi revelado que Valdir Espinosa vinha lutando há vários meses contra um câncer no intestino.

## Títulos

### Como jogador
CSA
- Campeonato Alagoano:1974

CRB
- Campeonato Alagoano:1976

### Como treinador
Esportivo
- Campeonato do Interior Gaúcho: 1979

Ceará
- Campeonato Cearense: 1980

Londrina
- Campeonato Paranaense: 1981
- Campeonato do Interior Paranaense: 1981

Grêmio
- Copa Libertadores da América: 1983
- Copa Intercontinental: 1983
- Campeonato Gaúcho: 1986
- Copa do Brasil: 2016 (como coordenador técnico)

Al-Hilal
- Campeonato Saudita: 1985

Cerro Porteño
- Campeonato Paraguaio: 1987, 1992

Botafogo
- Taça Rio: 1989
- Campeonato Carioca: 1989

Atlético Paranaense
- Supercampeonato Paranaense de Futebol: 2002

Brasiliense
- Campeonato Brasiliense: 2005